# Great Eccleston
Great Eccleston är en ort och civil parish i Storbritannien.   Den ligger i grevskapet Lancashire och riksdelen England, i den centrala delen av landet, 300 km nordväst om huvudstaden London. Great Eccleston ligger 19 meter över havet och antalet invånare är 1 683.
Terrängen runt Great Eccleston är mycket platt.Runt Great Eccleston är det tätbefolkat, med 331 invånare per kvadratkilometer. Närmaste större samhälle är Fylde, 3,8 km sydväst om Great Eccleston. Trakten runt Great Eccleston består i huvudsak av gräsmarker.